# August von Wassermann

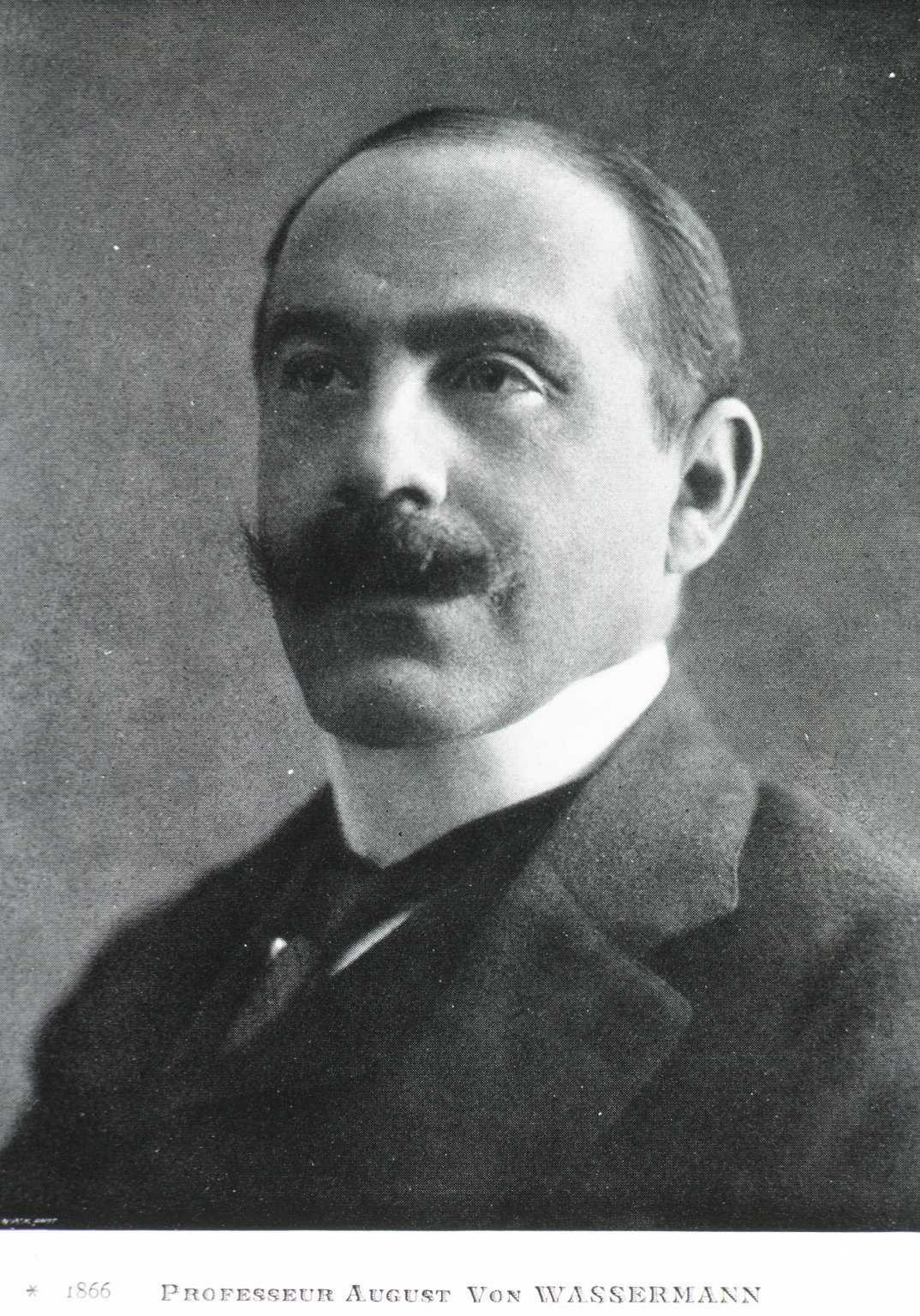
August von Wassermann

August Paul von Wassermann (* 21. Februar 1866 in Bamberg; † 16. März 1925 in Berlin) war ein deutscher Immunologe und Bakteriologe. Er veröffentlichte 1906 ein serologisches Verfahren zum Nachweis der Syphilis, den Wassermann-Test.

## Familie
August von Wassermann stammte aus einer jüdischen, 1910 in Bayern geadelten Bankiersfamilie in Bamberg und Berlin. Er war der zweite Sohn des bayerischen Hofbankiers Angelo von Wassermann und heiratete am 3. Dezember 1895 Alice von Taussig (1874–1943), die Tochter von Theodor von Taussig und Schwester der Malerin Helene von Taussig (1879–1942), die sich als Erwachsene hatte katholisch taufen lassen. Alice, die nach August von Wassermanns Tod nochmals heiratete und den Namen Verheyden trug, wurde – wie auch ihre Schwestern Clara von Hatvany-Deutsch und Helene von Taussig – Opfer des Holocaust. Der ältere der beiden Söhne von August und Alice, Robert von Wassermann (1897–1977), floh nach Belgien. Mitte/Ende der 1930er-Jahre war die schwerkranke Alice zu ihrem Sohn Robert nach Brüssel emigriert, dessen Frau nichtjüdischer Herkunft war. Robert wurde 1940 ins Internierungslager Saint-Cyprien verschleppt, kam nach Intervention seiner Mutter jedoch wieder frei. Anders als vielfach in der Literatur zu finden, wurde Robert von Wassermann nicht von den Nationalsozialisten ermordet. Er war zusammen mit seiner Mutter im belgischen Sammellager Mechelen (Malines) inhaftiert und stand zusammen mit ihr auf der Deportationsliste des XX. Transports, der das Lager am 19. April 1943 in Richtung Auschwitz verließ. Belgische Widerstandskämpfer stoppten den Zug jedoch noch vor Erreichen der deutschen Grenze. Bei der Befreiungsaktion gelang Robert von Wassermann die Flucht. Er konnte sich verstecken, überlebte den Krieg und starb erst 1977 im Alter von 80 Jahren in Brüssel. Seine Mutter wurde wahrscheinlich kurz nach der Ankunft in Auschwitz ermordet. Über den jüngeren Sohn von August und Alice, Franz von Wassermann (1898–1956), ist nur wenig bekannt. Ihm war 1938 die Ausreise in das damals britische Mandatsgebiet Palästina gelungen.

## Leben

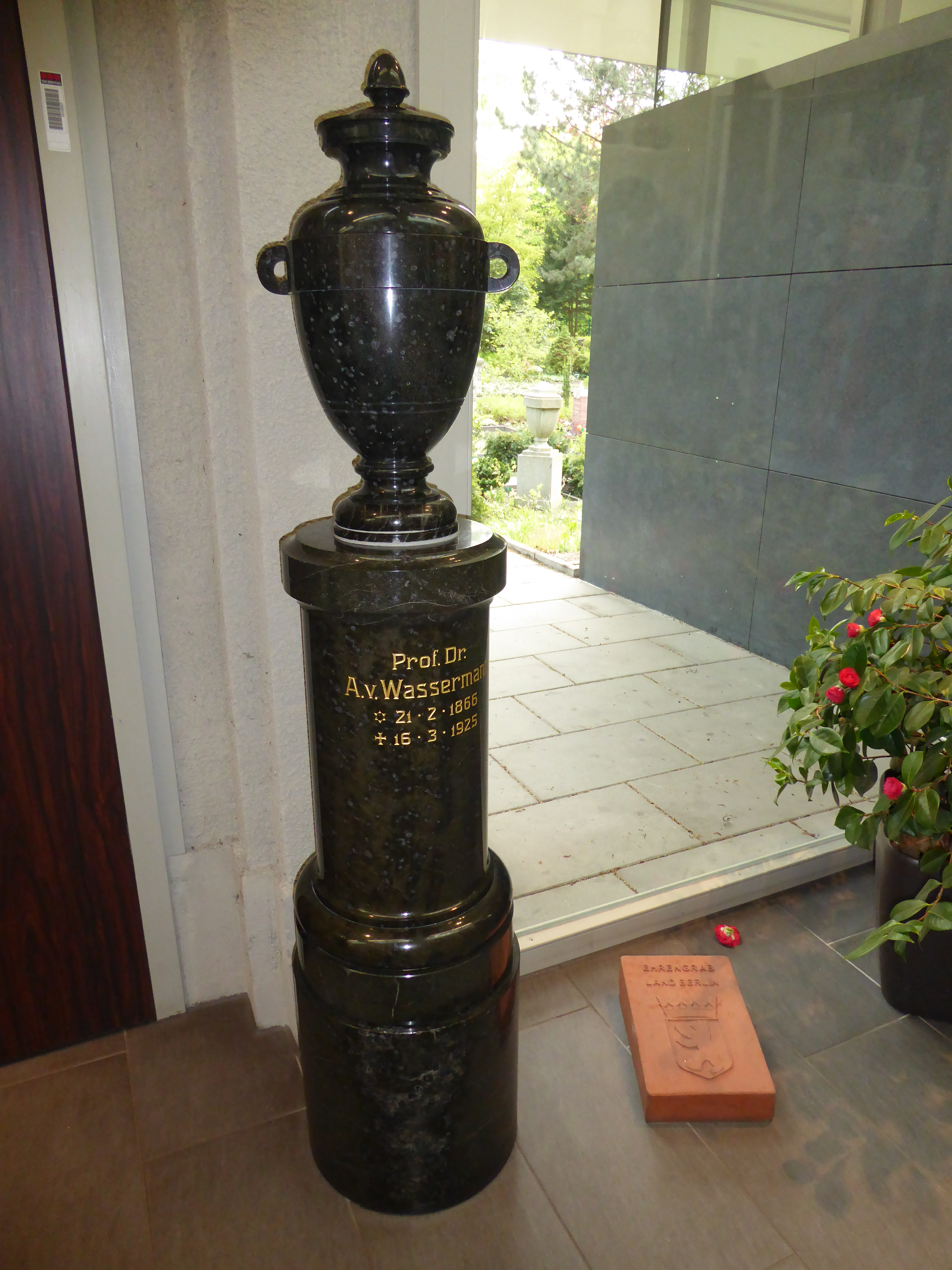
Urne des August von Wassermann im Urnenfriedhof Columbarium

August Wassermann absolvierte sein Medizinstudium von 1884 bis 1889 an den Universitäten Erlangen und Straßburg, wo er 1888 mit einer Arbeit über die Wirkung des Sulfonals – eines seinerzeit neu eingeführten Schlafmittels – promoviert wurde. Nach seiner Approbation ging er 1890 als Volontär nach Berlin und trat 1891 in das neu gegründete Preußische Institut für Infektionskrankheiten ein, das von Robert Koch geleitet wurde und später als Robert Koch-Institut für Infektionskrankheiten dessen Namen erhielt. Erst nach zehnjähriger Tätigkeit am Institut für Infektionskrankheiten wurde August Wassermann 1901 als besoldeter etatmäßiger Assistent angestellt. 1902 wurde Wassermann zum Abteilungsleiter am Institut und zum außerordentlichen Professor für experimentelle Therapie der Medizinischen Fakultät der Berliner Universität ernannt, nachdem er im Jahr zuvor im Fach Innere Medizin habilitiert worden war. 1906 übernahm er als Abteilungsvorsteher die Leitung der selbständigen Abteilung für experimentelle Therapie und Serumforschung am Institut für Infektionskrankheiten. Nachdem ihm 1907 der Titel „Geheimer Medizinalrat“ verliehen worden war, wurde er 1911 zum ordentlichen Honorarprofessor der Berliner Universität ernannt.
im Jahr 1906 veröffentlichte er zusammen mit Albert Neisser und Carl Bruck die später nach ihm benannte Reaktion zur Serodiagnostik der Syphilis. Von 1913 bis zu seinem Tode war Wassermann Direktor des neu gegründeten Kaiser-Wilhelm-Instituts für experimentelle Therapie in Berlin-Dahlem. 1921 wurde er mit dem Aronson-Preis ausgezeichnet. Von 1918 bis 1925 war Wassermann Mitglied des Kuratoriums der Fürst Donnersmarck-Stiftung.
Er ist auf dem Urnenfriedhof Gerichtstraße beigesetzt. Sein Grab ist als Ehrengrab der Stadt Berlin ausgewiesen.

## Wissenschaftliches Werk
August von Wassermann ist zumeist für die Wassermannsche Reaktion bekannt, doch war er auch in vielen anderen Bereichen der Bakteriologie und Immunologie tätig. Von seinen Arbeiten erlangte jedoch die Entwicklung der Serodiagnostik der Syphilis die größte praktische Bedeutung und machte seinen Namen weltbekannt. Wassermann befasste sich hauptsächlich mit Verfahren zur Diagnostik und Therapie von Erkrankungen.
Im Jahr 1902 entwickelte Wassermann zusammen mit Robert von Ostertag ein polyvalentes Serum zur Therapie der Schweineseuche. Diese Krankheit führte damals zu großen Schäden in der Landwirtschaft mit Ferkelsterblichkeiten bis zu 70 %. Durch Behandlung mit dem neuen Serum konnte diese Zahl auf 10 bis 20 % gesenkt werden. Alle anderen bis dahin entwickelten Heilsera waren nur in manchen Fällen bei milden Krankheitsverläufen wirksam gewesen. Auch die aktive Immunisierung der Schweine gegen die Schweineseuche führte trotz zahlreicher Versuche zu keiner zuverlässigen Schutzwirkung. Hygienische Maßnahmen reichten ebenfalls nicht zur Bekämpfung der Krankheit aus. Der große Heilerfolg des Serums von Wassermann und Ostertag lässt sich durch die Vielzahl der zur Herstellung benutzten Bakterienstämme erklären. Außerdem prüften sie vor jeder Anwendung des Serums im Laborversuch, ob es überhaupt eine Schutzwirkung gegen den jeweils vorliegenden Schweineseuchenstamm hatte. Wenn dies nicht der Fall war, wurde das Serum nicht freigegeben. In den Berichten von Tierärzten, die das Serum angewendet hatten, überwogen insgesamt die positiven Resultate der Therapie. Die Ergebnisse der Serumtherapie konnten noch verbessert werden, indem Wassermann, Ostertag und Julius Bernhard Citron eine Simultanimpfung einführten. Die aktive Impfung der Tiere, die dabei gleichzeitig mit der Serumtherapie durchgeführt wurde, führte nun zu einem lang anhaltenden Schutz vor der Krankheit.
Trotz seiner Wirksamkeit nahm die Bedeutung des Schweineseuchenserums mit der Zeit ab. Dies lag vor allem daran, dass es häufig nach Fehldiagnosen angewendet wurde. Es gab nämlich eine Reihe von Krankheiten, die leicht mit der Schweineseuche verwechselt werden konnten. Durch neuere Untersuchungen war man auch zu dem Schluss gekommen, dass die Schweineseuche eine relativ seltene Erkrankung war. Man konnte außerdem nicht eindeutig klären, welche Bakterien die Erreger dieser Krankheit waren.
Die Arbeiten Wassermanns zur Therapie der Schweinepest von 1906 waren im Laborversuch erfolgreich gewesen. Sie hatten jedoch keine praktischen Auswirkungen gehabt, da man erst in dieser Zeit den eigentlichen Erreger der Schweinepest entdeckte. Das Bakterium hingegen, mit dem Wassermann gearbeitet hatte, trat lediglich im Rahmen einer Sekundärinfektion auf. Daher wurden nun andere Therapieversuche unternommen.
Das polyvalente Meningokokkenserum, das Wassermann zusammen mit Wilhelm Kolle 1906 entwickelte, erlangte eine größere praktische Bedeutung als das Schweineseucheserum. Es war das erste wirksame Heilmittel zur Therapie der Meningitis. Während die Sterblichkeit an dieser Krankheit ohne Serumtherapie 65-80 % und bei Säuglingen sogar bis zu 100 % betrug, konnte sie durch Anwendung des Meningokokkenserums auf bis zu 20 % gesenkt werden. Alle früheren Versuche zur Gewinnung eines therapeutisch wirksamen Serums waren erfolglos gewesen. Wassermann und Kolle entwickelten auch eine neue Methode, um den Gehalt an spezifischen Schutzstoffen im Heilserum festzustellen. Da der Tierversuch hierzu nicht geeignet war, verwendeten sie die Komplementbindungsreaktion in der Modifikation nach Wassermann und Bruck. Dabei wurden Meningokokkenextrakte als Antigene eingesetzt. Dieses Verfahren wurde auch später bei der staatlichen Prüfung des Serums benutzt.
Wassermann unternahm außerdem Versuche, Meningokokken im Rachen von gesunden Personen mithilfe von eingetrocknetem Meningokokkenserum zu bekämpfen. Damit wollte er die Ausbreitung der Krankheit verhindern. Diese Experimente scheinen allerdings keine praktischen Auswirkungen gehabt zu haben. 
Die Bedeutung des polyvalenten Meningokokkenserums nahm etwas ab, als man feststellte, dass es nur wenige verschiedene Typen von Meningokokken gab. Daher ging man teilweise dazu über, den Patienten ein monovalentes Serum zu verabreichen, das sich gegen den jeweils vorliegenden Erreger richtete. Ab 1912 wurden auch erste erfolgreiche Versuche zur aktiven Impfung von Menschen gegen Meningokokken unternommen. Trotzdem wurde das Meningokokkenserum nach Wassermann und Kolle von Neufeld  nach dem Diphtherieserum an die zweite Stelle aller Serumpräparate gesetzt. Neben der Verminderung der Sterblichkeit führte das Serum auch zu einer kürzeren Krankheitsdauer und Rekonvaleszenz sowie zu einem selteneren Auftreten schwerer Folgezustände nach überstandener Meningitis. Heute wird die Meningokokken-Meningitis nur noch mit Antibiotika behandelt.
Nach Ansicht von Kutscher hatten Wassermann und Kolle durch ihre Untersuchungen über Meningokokken zusammen mit den Arbeiten anderer Forscher die ätiologische Bedeutung dieser Bakterien bei der Meningitis erhärtet. Außerdem konnten sie nachweisen, dass die Meningokokken bei der Gram-Färbung immer Gram-negativ waren. Ihre Färbemethode wurde auch später noch zur Anfärbung von Meningokokken empfohlen. Wassermann und Kolle haben also nicht nur das erste brauchbare Serum zur Therapie der Meningitis entwickelt, sondern auch neue Erkenntnisse über die Erreger dieser Krankheit gewonnen.

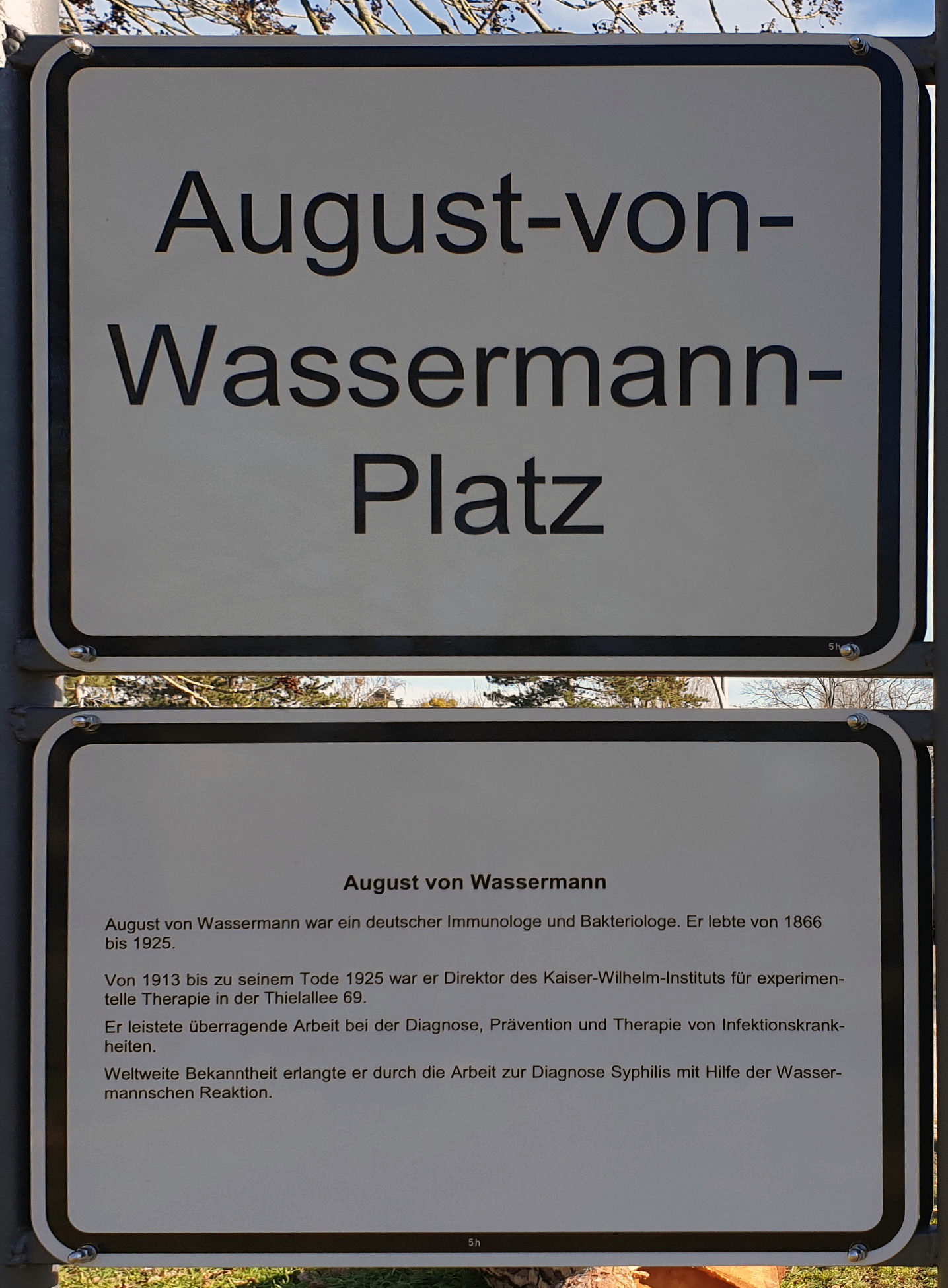
Gedenktafel am August-von-Wassermann-Platz, in Berlin-Dahlem

Wassermann hatte ab 1910 erfolgreiche Versuche zur Chemotherapie von Mäusetumoren unternommen. Durch Injektion von Eosin-Selen in die Blutbahn konnte er dabei regelmäßig die Tumorzellen abtöten und eine Heilung herbeiführen, ohne die gesunden Zellen des Organismus anzugreifen. In der Tumortherapie beim Menschen waren damals nur chirurgische Verfahren und lokale Behandlungen mit verschiedenen Verbindungen üblich, die bei einem fortgeschrittenen Tumorstadium nicht mehr zur Heilung führen konnten. Wassermann hatte damit nachgewiesen, dass es möglich war, mit chemischen Mitteln von der Blutbahn aus selektiv einen Tumor zu zerstören. Dabei diente das Eosin als „Transporteur“ für die wirksame Substanz Selen. Wassermann war jedoch nicht der erste gewesen, der Tumoren mit Chemikalien heilen konnte. Andere Autoren hatten auch schon früher die Idee gehabt, Medikamente mit Hilfe von „Transporteuren“ an einen bestimmten Ort zu bringen. Wassermann war aber der Erste, dem es gelang, eine tumoraffine Substanz durch einen Träger an die Zellen heranzubringen und in allen Fällen eine Zerstörung des Tumors zu erreichen. Andere Forscher hingegen hatten nur in wenigen Fällen einen Heilerfolg erzielen können. Wassermanns Versuche hatten zur Folge, dass man sich bemühte, weitere Trägersubstanzen wie das Eosin und andere tumoraffine Stoffe als das Selen zu finden. Nach Meinung von Blumenthal lieferten Wassermanns Experimente aber keine verwertbaren Ergebnisse für die Tumortherapie bei Menschen. Wassermann selbst hatte immer vor der Annahme gewarnt, dass seine Resultate auch für den Menschen gültig seien.
Im Jahr 1914 führte Wassermann Versuche durch, um die Frage zu klären, welche Wirkung radioaktive Strahlen auf Tumorzellen ausübten. Es gab zwar viele Versuche, Tumoren mit Strahlen zu heilen, aber man war sich über den Mechanismus der Strahlenwirkung nicht im klaren. Es zeigte sich bei Wassermanns Experimenten, dass die Strahlen eine direkte Wirkung auf die Tumorzellen ausübten, ohne einen Einfluss anderer Substanzen oder Zellen des Organismus. Wie Wassermann weiterhin feststellte, wurden die bestrahlten Tumorzellen nicht, wie damals oft angenommen wurde, abgetötet, sondern sie wurden in ihrer Vermehrungsfähigkeit eingeschränkt. So konnte er auch erklären, warum eine Bestrahlung zur Sterilität führen konnte. Durch die Strahlenwirkung wurden nämlich auch die Keimzellen an der Vermehrung gehindert. Die eigentliche Abtötung der Tumorzellen sollte nach Wassermanns Ansicht durch Alterung bzw. durch die zelltötenden Kräfte des Organismus verursacht werden. Für die Strahlenwirkung stellte er das Gesetz auf, dass ein Gewebe umso empfindlicher auf die Strahlung reagiert, je schneller sich seine Zellen vermehren. Mit seinen Versuchen hat Wassermann bereits wichtige Tatsachen festgestellt, die bis heute in der Strahlentherapie von Tumoren gültig sind. Nach Ansicht von Wolff  hat er durch seine Versuche jedoch nur Beobachtungen bestätigt, die schon früher bekannt gewesen waren.
Im Gegensatz dazu stellte die Wassermannsche Reaktion etwas völlig Neues dar. Wassermann, Albert Neisser und Carl Bruck waren die ersten, denen es gelang, die von Jules Bordet und Octave Gengou entwickelte Komplementbindungsreaktion erfolgreich zur Diagnostik der Syphilis zu verwenden. Sie hatten damit das erste brauchbare Verfahren zur Serodiagnostik dieser Krankheit gefunden. Nach anfänglicher Kritik und Zweifeln an der Spezifität der Reaktion wurde diese Methode schließlich weltweit anerkannt. Erst über 15 Jahre nach der Erstbeschreibung gelang es jedoch, das Wesen der Wassermannschen Reaktion aufzuklären. Dabei stellte sich heraus, dass die ursprüngliche Theorie von Wassermann, Neisser und Bruck nicht richtig war. Durch die Reaktion wurden nämlich nicht Antikörper gegen den Syphilis-Erreger nachgewiesen, sondern Antikörper gegen körpereigene Lipoide. Trotzdem bestand kein Zweifel an der klinischen Brauchbarkeit der Methode.
Mit Hilfe der Wassermannschen Reaktion konnte man in zweifelhaften Fällen und bei latenter Syphilis die Infektion nachweisen und somit eine Behandlung einleiten. Auch der Erfolg einer Therapie konnte mit Hilfe der Reaktion überprüft werden, wobei auch Fehler vorkamen und Zweifel an der Zuverlässigkeit des Tests bestanden. Durch die Anwendung der Wassermannschen Reaktion zeigte sich, dass die Syphilis sehr viel häufiger auftrat, als man bisher angenommen hatte. Mit Hilfe der Serodiagnostik konnte man nämlich auch Patienten mit latenter Syphilis erkennen, die keine klinischen Symptome zeigten. Außerdem war sie ein wichtiges Hilfsmittel zur Differentialdiagnostik. Man konnte nun feststellen, ob ein Symptom bzw. eine Erkrankung durch die Syphilis hervorgerufen wurde. Die Erkennung von Folgekrankheiten der Syphilis wurde ebenfalls ermöglicht. Es hatte sich durch Anwendung der Reaktion gezeigt, dass es einen Zusammenhang zwischen der Syphilis und verschiedenen Erkrankungen des Zentralnervensystems (z. B. progressive Paralyse und Tabes dorsalis) sowie der inneren Organe (z. B. Aortenaneurysmen und Aortenklappeninsuffizienzen) gab. Die Wassermannsche Reaktion war auch sehr wichtig zur Diagnostik und Prophylaxe der kongenitalen Syphilis, deren Entstehung man nun erklären konnte. Sie wurde nämlich nicht, wie bisher angenommen, dadurch hervorgerufen, dass das väterliche Sperma das Ei infizierte. Die Durchführung der Wassermannschen Reaktion hatte vielmehr ergeben, dass in allen Fällen von kongenitaler Syphilis die Mutter latent an Syphilis erkrankt war und so das Kind ansteckte. Durch eine Behandlung der Mutter konnte man das Kind vor einer Infektion schützen. So konnte die Zahl der Frühgeburten und die Säuglingssterblichkeit gesenkt werden. Mit Hilfe der Wassermannschen Reaktion war es also gelungen, wesentliche neue Erkenntnisse über den Verlauf der Syphilis zu gewinnen.
Im Laufe der Zeit wurden die Wassermannsche Reaktion und ihre Modifikationen von den später entwickelten Flockungsreaktionen abgelöst. Über fünfzig Jahre lang, bis in die 1960er Jahre hinein, war die Durchführung der Wassermannschen Reaktion aber durchaus üblich. Während man heute zur Diagnostik der Syphilis andere zuverlässigere Verfahren verwendet, werden immer noch Flockungsreaktionen durchgeführt, um die Aktivität der syphilitischen Infektion zu bestimmen. Dabei werden die gleichen Antikörper nachgewiesen wie mit der Wassermannschen Reaktion.

## Schriften
- mit Albert Neisser, Carl Bruck: Eine serodiagnostische Reaktion bei Syphilis. In: Deutsche Medizinische Wochenschrift. 32. Jg., Nr. 19, 1906, S. 745–746. (Digitalisat )
- August v. Wassermann: Ueber die Antikörpernatur der Wassermannsubstanz. Zugleich eine Richtigstellung der von Lange in dieser Wochenschrift veröffentlichten Entgegnung. In: Berliner Klinische Wochenschrift. Band 69, 1921, S. 331–334.

## Wassermann in der Literatur
Wassermanns Nachweis der Syphilis-Infektion wird in einem Schüttelreim der amerikanische Autorin Dorothy Parker erwähnt:
| I’d rather flunk my Wassermann test Than read a poem by Edgar Guest. | Lieber läs ich „positiv“ auf meinem Wassermann-Test, als auch nur eins der Gedichte von Edgar Guest. |

## Ehrungen
Seit 24. Mai 1951 heißt eine Straße in Berlin-Adlershof (damals DDR) Wassermannstraße. In Berlin-Zehlendorf war 1930 bis 1938 ein Platz nach ihm benannt; heute Corrensplatz und im Bereich des damals schon vorhandenen „Wissenschaftsstandortes“ Dahlem. Dessen Umbenennung stand offensichtlich im Zusammenhang mit Wassermanns jüdischer Herkunft.